# Nośnik danych

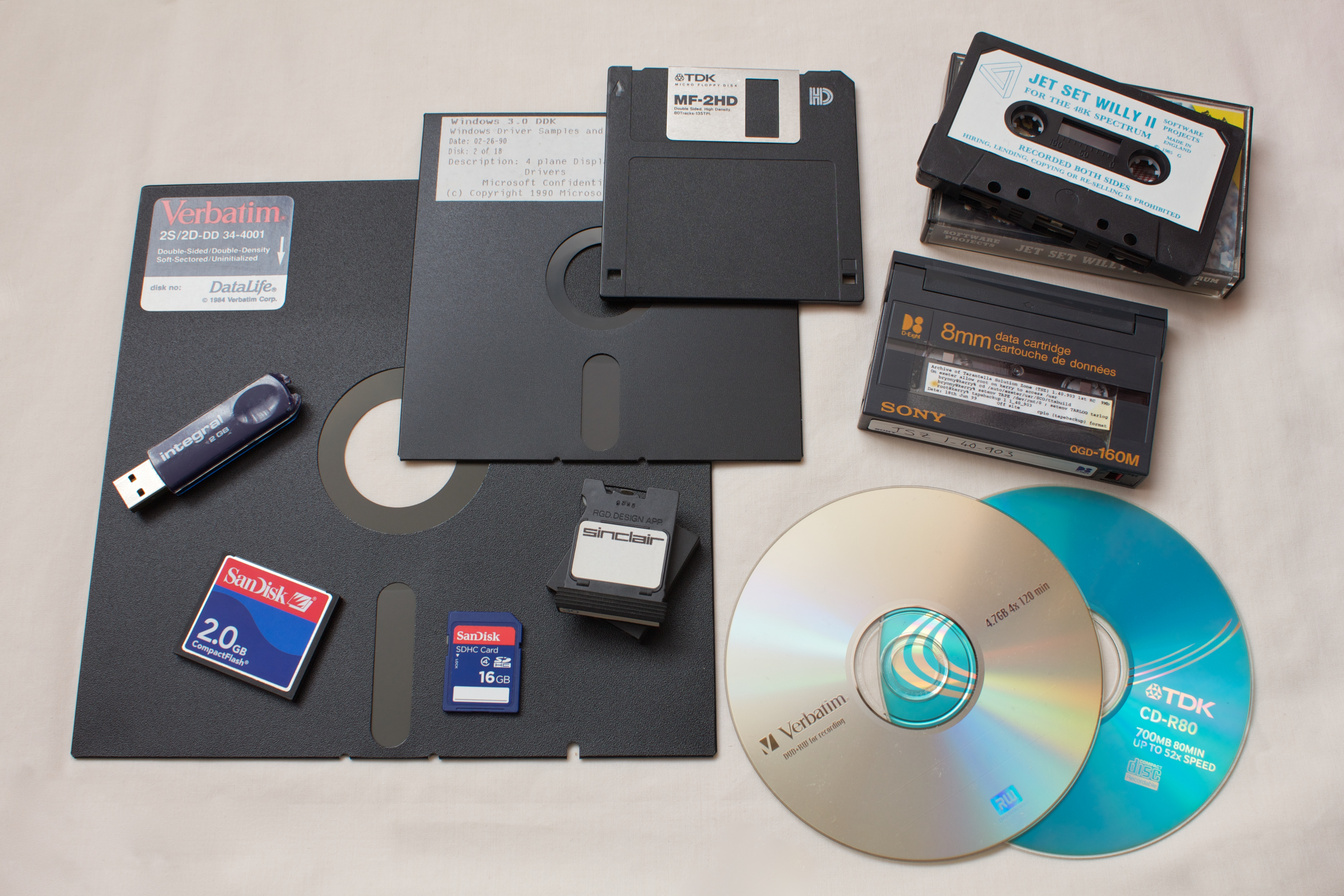
Komputerowe nośniki danych

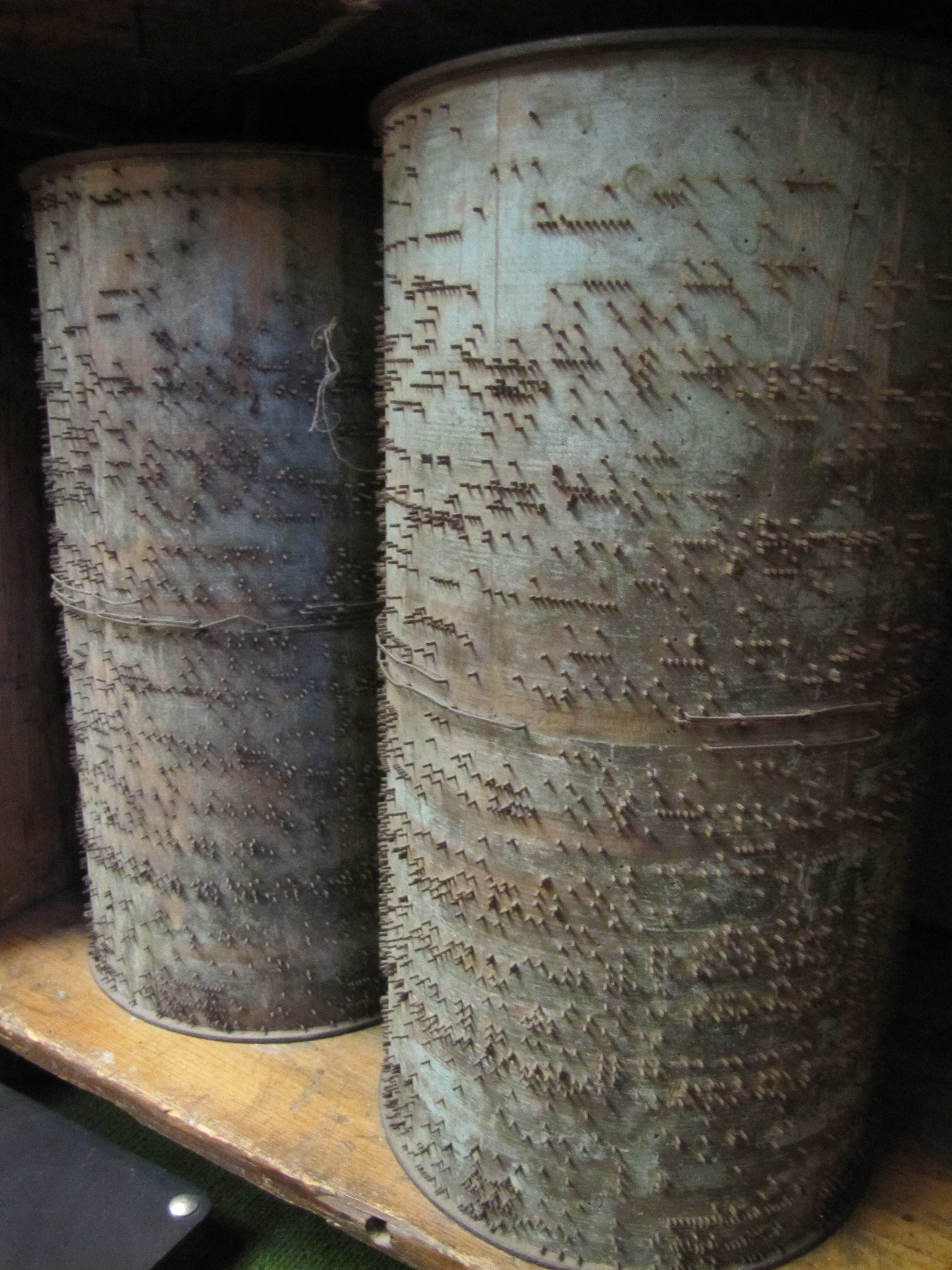
Walec kolczasty orchestrionu (Muzeum Techniki w Warszawie)

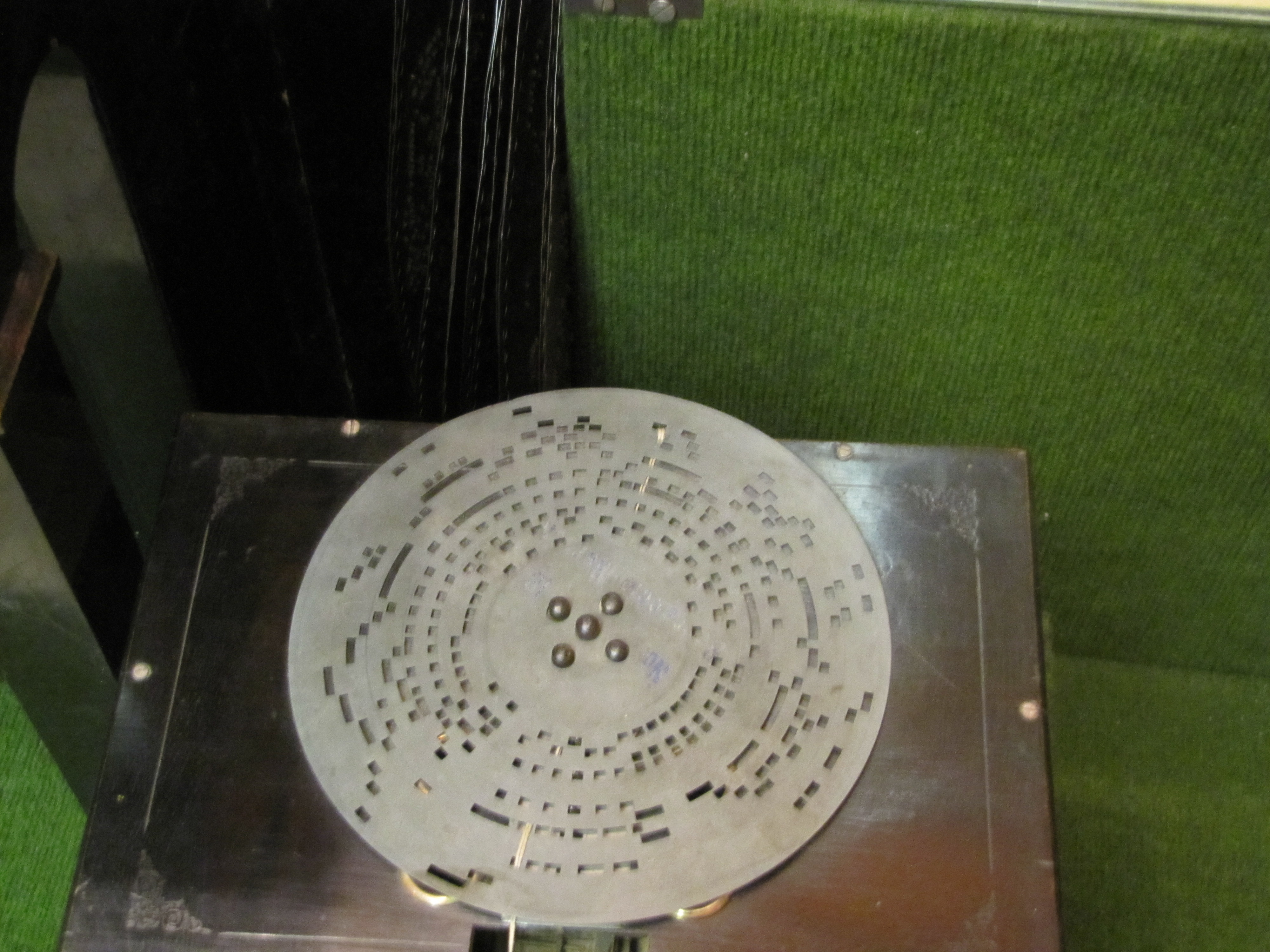
Dysk perforowany z zapisem melodii (Muzeum Techniki w Warszawie)

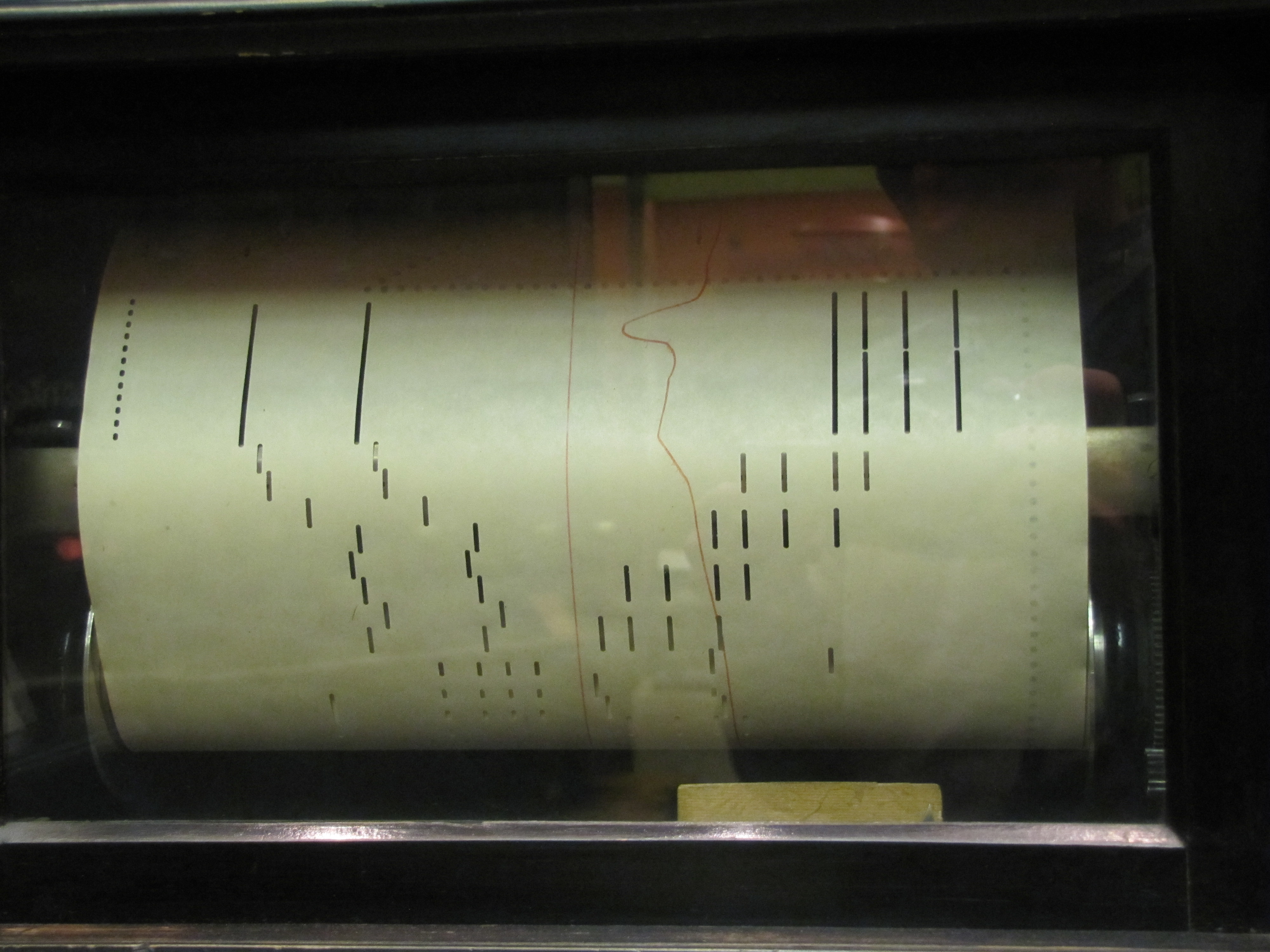
Taśma perforowana pianoli (Muzeum Techniki w Warszawie)

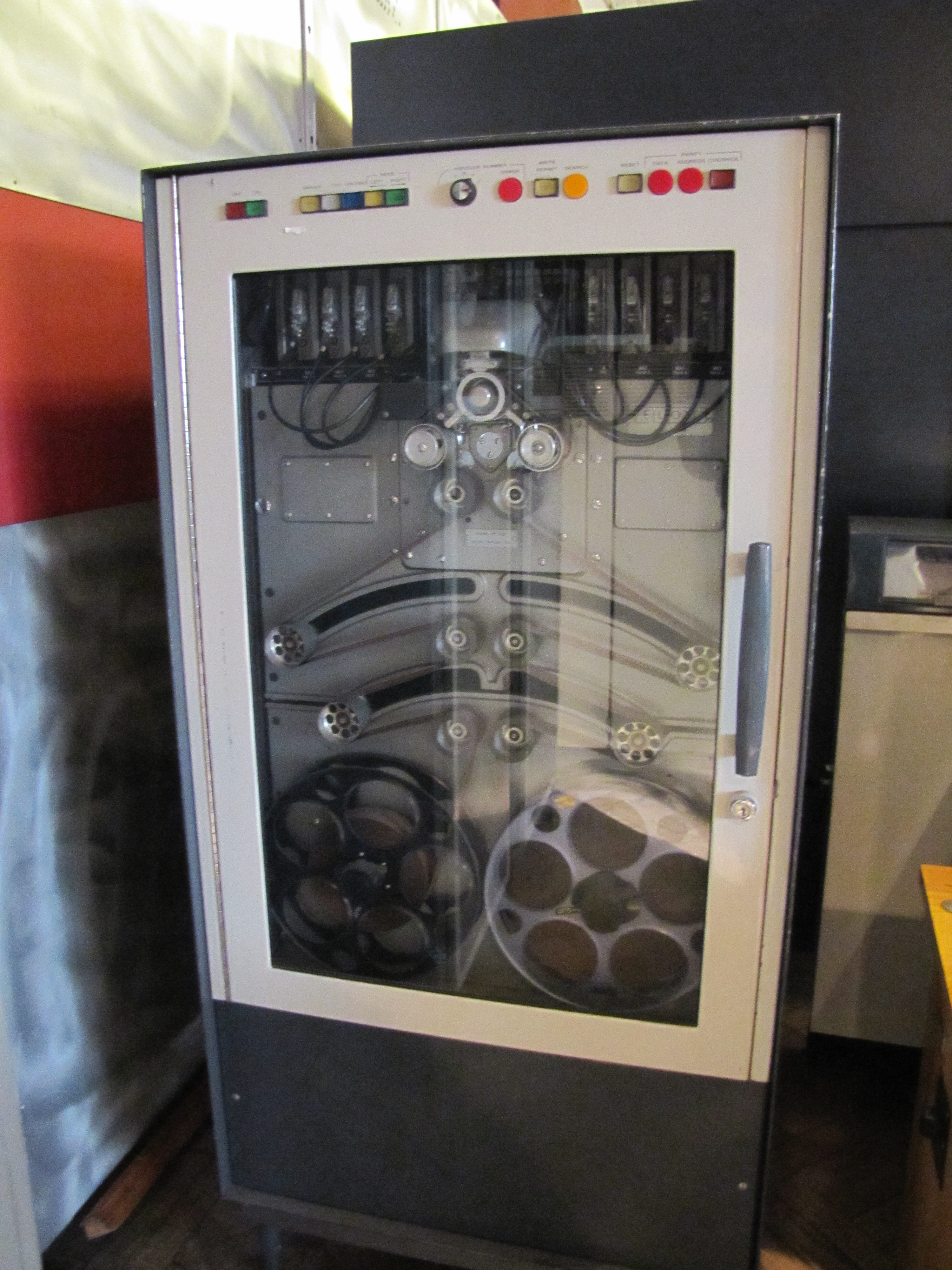
Jednostka pamięci komputera Elliot 803

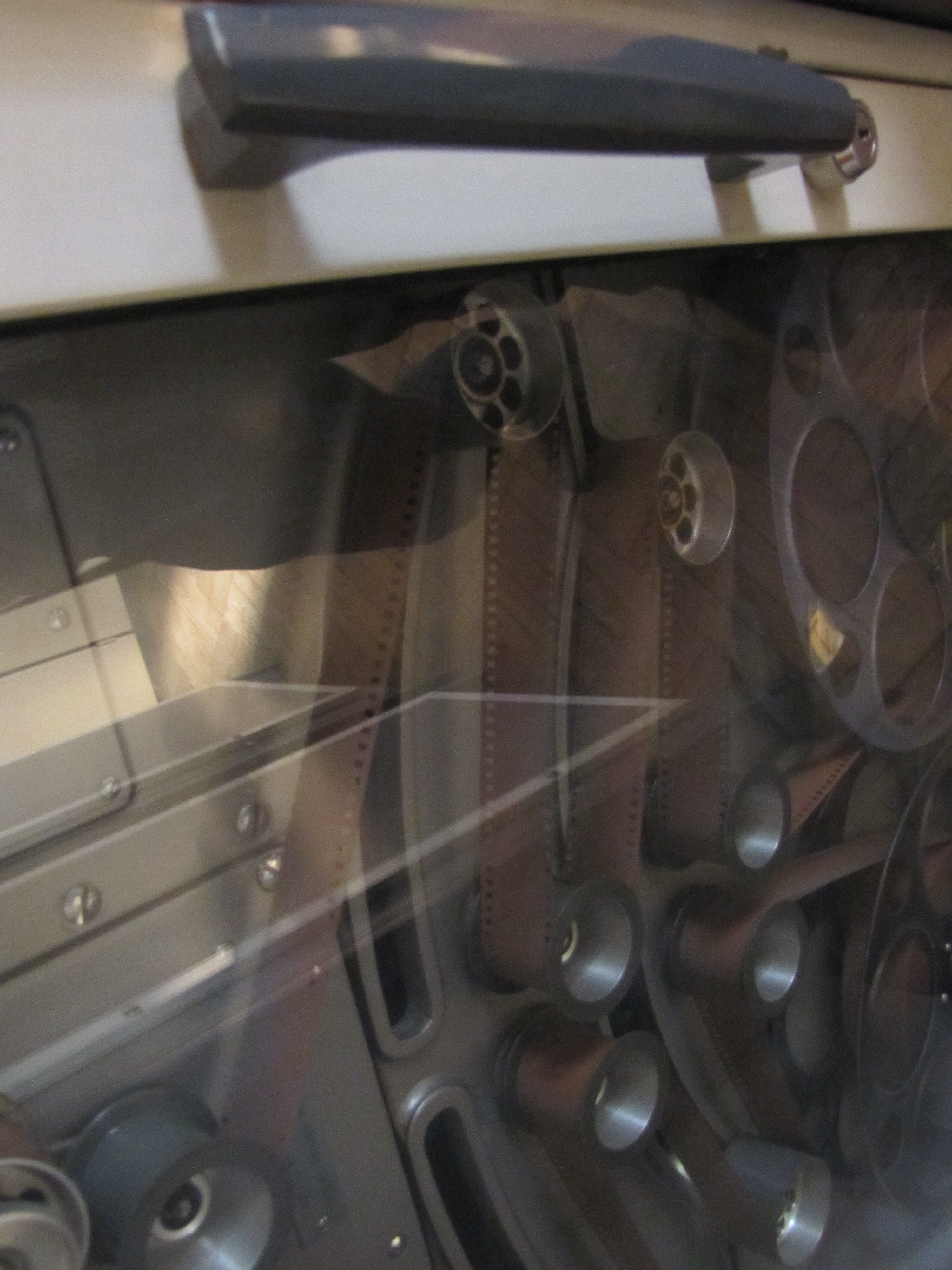
Klisza fotograficzna jako taśma perforowana w jednostce pamięci komputera Elliot 803

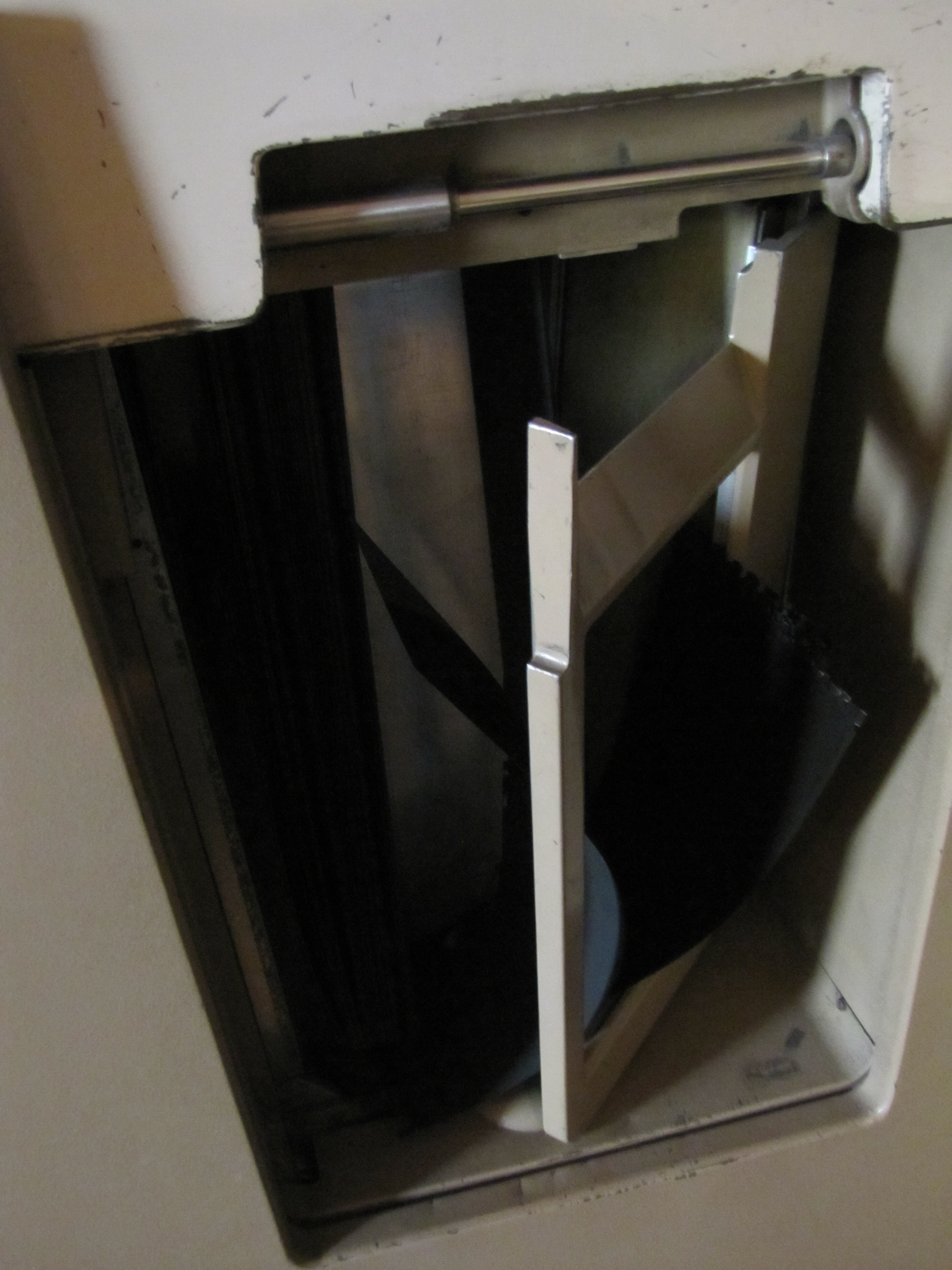
Niekompletny kartridż NCR CRAM

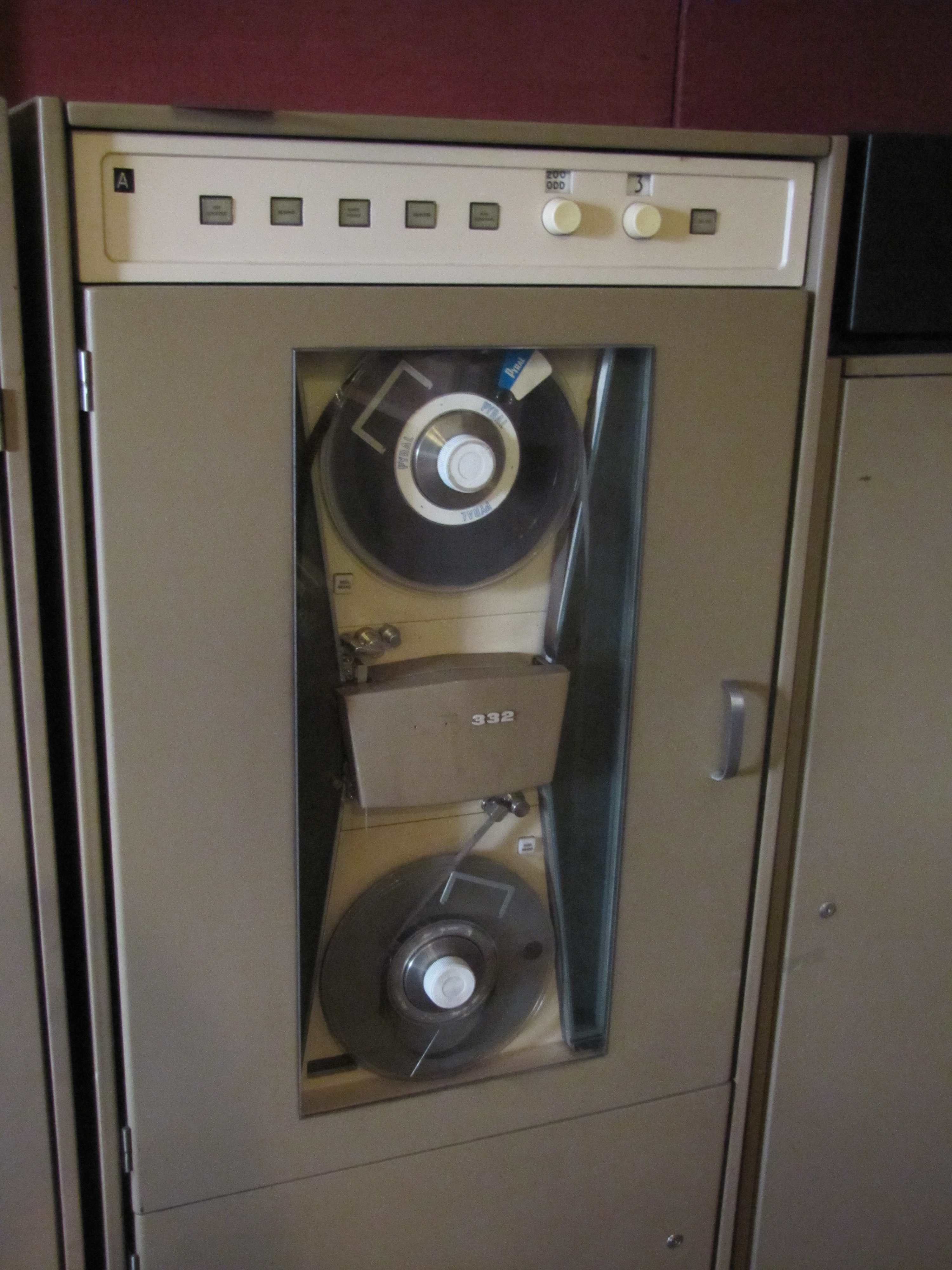
Szpule taśmy magnetycznej zainstalowane w komputerze NCR

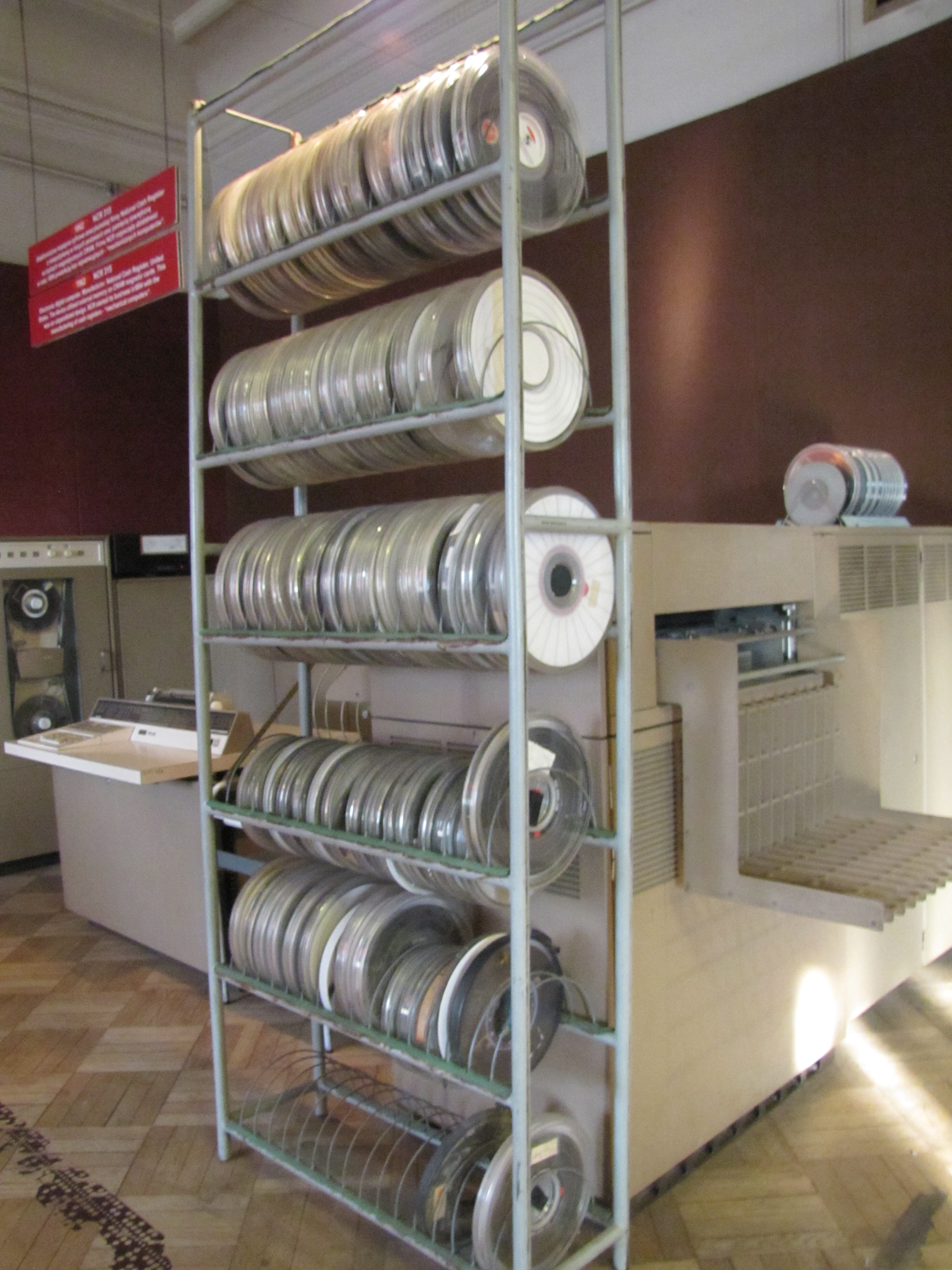
Stojak z taśmami magnetycznymi

Nośnik danych – przedmiot fizyczny, na którym możliwe jest zapisanie informacji i z którego możliwe jest późniejsze odczytanie tej informacji. Pojęcie nośnika danych jest ściśle związane z informatyką i komputerami, choć definicja powyższa nie wyklucza uznania za nośnik danych na przykład kartki papieru.
Nośnik danych można też zdefiniować jako medium dla danych, w celu ich przechowywania, przetwarzania i transmisji.
Każdy nośnik danych charakteryzuje określona gęstość zapisu, wynikająca z jego właściwości fizycznych.

## Historia
Na długo przed pojawieniem się człowieka istniały byty spełniające definicję nośnika danych. Przykładami są RNA i DNA, aktywnie używane w procesach biologicznych do kodowania i odczytywania informacji.
Nośniki danych towarzyszą ludzkości prawdopodobnie od początku jej historii. Przypuszcza się, że już pierwsi ludzie wykonywali proste obliczenia. Bardzo prawdopodobne jest, że notowali wyniki przy użyciu prymitywnych technik jak odliczanie kamieni, patyków itp. Nośnikiem danych w takim przypadku był wydzielony zbiór drobnych przedmiotów z odczytem przez wyznaczanie liczności i zapisem przez ustalanie wielkości zbioru.
Wiek najstarszych odkrytych przejawów zapisu, geometrycznych kształtów wydrapanych na ochrowej skale, ocenia się na 70 tysięcy lat. Oprócz pokrywanej rysunkami lub wydrapaniami skały człowiek używał do przenoszenia informacji kijów z nacięciami, węzełków (inkaskie kipu), wampum.
Wraz z wynalezieniem i rozwojem pisma wachlarz używanych nośników znacznie się powiększył. Gliniane tabliczki, papirus, pergamin to najbardziej znane przykłady nośników, używanych w szczególności do przechowywania tekstu.
Nośnikiem przełomowym, o kluczowym znaczeniu na kilka stuleci – z uwagi na trwałość, dostępność, wygodę, niską cenę – stał się papier.
Kolejnym przełomowym wydarzeniem w konstruowaniu nośników danych było opracowanie medium, które mogłoby być odczytywane bezpośrednio przez maszynę. Pionierskie prace w tej dziedzinie prowadził Bastile Bouchon, który w 1725 roku opracował perforowaną taśmę papierową, sterującą krosnem. Pomysł ten rozwinął Joseph Marie Jacquard, zastępując taśmę plikiem kart perforowanych. W czasach Bouchona powstały też inne nośniki odczytywane przez maszyny wygrywające melodie, jak walce kolczaste orchestrionów i katarynek. Adaptacją koncepcji taśmy perforowanej na potrzeby wszelkiego rodzaju szaf grających i pozytywek były perforowane dyski, kartonowe lub metalowe.
Wspólną wadą wymienionych nośników była niska gęstość zapisu, która w połączeniu ze stanem ówczesnej techniki w praktyce uniemożliwiała konstruowanie rozwiązań pozwalających na zapis i odczyt szerokiego spektrum typów danych.
Sytuacja ta zaczęła ulegać zmianie wraz z opracowaniem na początku XIX wieku materiałów światłoczułych na potrzeby fotografii. Szklane płytki powleczone warstwą światłoczułą, a później błona fotograficzna stanowiły nośniki pozwalające na wierne rejestrowanie obrazu. Niedługo potem pojawiły się bęben fonografu i płyta gramofonowa, pozwalające na odwzorowanie fali dźwiękowej (w odróżnieniu od kolczastego walca, zapisującego de facto sekwencje wciskanych klawiszy instrumentu).
Kolejnym etapem rozwoju nośników danych było opracowanie nośników magnetycznych. Pierwsze próby podjął Valdemar Poulsen konstruując telegrafon, w którym dźwięk był rejestrowany na stalowym drucie przez jego odpowiednie magnesowanie. Szerzej używane wczesne nośniki magnetyczne to papierowe, stalowe bądź nylonowe taśmy magnetyczne i oparte na nylonowej wersji kompaktowe aplikacje w postaci kasety wideo, kasety magnetofonowej.
Motorem napędzającym pojawianie się nowych nośników danych stał się rozwój techniki komputerowej. Pierwsze komputery jako wejścia oraz jako pamięci używały nośników istniejących na rynku: papierowych kart i taśm perforowanych, szpul taśmy magnetycznej. Kaset magnetofonowych używano jako nośnika programów dla komputera Atari jeszcze w końcówce lat 80. W komputerze Elliot 803 użyto taśmy perforowanej zrealizowanej na kliszy fotograficznej. Z uwagi na wady i ograniczenia istniejących nośników jak: niska gęstość zapisu, długi czas dostępu oraz brak możliwości wielokrotnego zapisu w przypadku nośników perforowanych szybko przystąpiono do opracowywania rozwiązań dedykowanych: pamięci rtęciowych, pamięci ferrytowych, magnetycznych dysków twardych i innych, jak NCR CRAM.
Odpowiedzią na potrzeby rozwijającego się rynku, szczególnie mikrokomputerów i komputerów osobistych było skonstruowanie nośników wymiennych magnetycznych: dyskietki wielu rodzajów oraz optycznych: płyty CD / DVD.
Wspomnieć należy też o pamięciach półprzewodnikowych, stosowanych nie tylko jako pamięć podręczna procesora czy pamięć RAM, ale także jako przenośne pamięci flash, karty pamięci czy półprzewodnikowe dyski twarde.

## Przykładowe nośniki danych
| Nazwa nośnika                                 | Nazwa urządzenia                                 | Technika zapisu |
| --------------------------------------------- | ------------------------------------------------ | --------------- |
| karta dziurkowana                             | czytnik i dziurkarka kart dziurkowanych          | analogowa       |
| taśma dziurkowana                             | czytnik i dziurkarka taśmy dziurkowanej          | analogowa       |
| taśma magnetyczna                             | magnetofon, streamer, pamięć taśmowa             | analogowa       |
| bęben magnetyczny                             | pamięć bębnowa                                   | analogowa       |
| klisza                                        | analogowy aparat fotograficzny                   | analogowa       |
| taśma filmowa                                 | kamera filmowa                                   | analogowa       |
| dyskietka 3,5" (DD, HD, 2HD)                  | stacja dyskietek 3,5" (720 kB, 1,44 MB, 2,88 MB) | cyfrowa         |
| dyskietka 5,25" (180 kB – 1,2 MB)             | stacja dyskietek 5,25"                           | cyfrowa         |
| dyskietka 8" (80 kB – 500 kB)                 | stacja dyskietek 8"                              | cyfrowa         |
| dyskietka typu ZIP                            | napęd ZIP (100, 250 lub 750 MB)                  | cyfrowa         |
| dysk twardy (10 MB – 20 TB)                   | napęd dysku twardego (HDD)                       | cyfrowa         |
| dysk półprzewodnikowy (45 MB – 100 TB)        | napęd SSD (SSD)                                  | cyfrowa         |
| płyta kompaktowa CD-Audio (do 650 MB)         | napęd optyczny standardu CD                      | cyfrowa         |
| płyta kompaktowa CD-R i CD-RW (do 900 MB)     | napęd optyczny standardu CD                      | cyfrowa         |
| płyta kompaktowa DDCD-R i DDCD-RW (do 1,3 GB) | napęd optyczny standardu CD                      | cyfrowa         |
| dysk optyczny DVD (4,7 GB – 18 GB)            | napęd optyczny standardu DVD                     | cyfrowa         |
| dysk optyczny Blu-ray (25 GB – 200 GB)        | napęd optyczny standardu Blu-ray                 | cyfrowa         |
| dysk optyczny HD DVD (15 GB – 40 GB)          | napęd optyczny standardu HD DVD                  | cyfrowa         |
| dysk optyczny HVD (do 6 TB)                   | napęd optyczny standardu HVD                     | cyfrowa         |
| karta pamięci (8 MB – 1 TB)                   | czytnik kart pamięci                             | cyfrowa         |
| kartridż                                      | konsola gier wideo                               | cyfrowa         |
| pamięć USB (pendrive) (8 MB – 2 TB)           | interfejs USB, np. w komputerze                  | cyfrowa         |